# 10223 Zashikiwarashi
10223 Zashikiwarashi este un asteroid din centura principală, descoperit pe 31 octombrie 1997, de Takeshi Urata.